# 魔界英雄記マキシモ
『魔界英雄記マキシモ マシンモンスターの野望』（まかいえいゆうきマキシモ マシンモンスターのやぼう、英題：Maximo vs. Army of Zin）は2003年9月18日に発売されたカプコンのアクションアドベンチャーゲームである。アメリカでは2004年1月20日、ヨーロッパでは2004年2月13日に発売された。アメリカのカプコンUSAの子会社カプコン・スタジオ8（旧カプコン・デジタル・スタジオ）により開発。プラットフォームはPlayStation 2のみ。魔界村からの派生作品の一つで、『マキシモ』の続編。キャラクターデザインは前作と同様、松下進。本作は前作と異なり、日本語音声ではなく英語音声となっている。

## ストーリー
マキシモが魔王アキリーを倒し、王国の平和を取り戻してから8ヶ月。彼は相棒の陽気な死神グリムとともに、行方不明のソフィア姫を探して旅を続けていた。そんな彼らの前に、思いがけない敵が現れる。砲弾型の輸送装置で天から降り立って、村を焼き、罪なき人々を殺戮する神出鬼没のマシンモンスター「ジン」の大軍団だ。この機械仕掛けの怪物たちは500年前にも大暴れして、世界を破滅の淵に追い詰めたという。しかし「ジン」たちは、ハークモア男爵家の城内に厳重に封印されているはずだったが…？とにかく、目の前の暴虐を捨てておくことはできない。謎を解き、人々を守り、邪悪な野望を打ち砕くため、英雄マキシモは再び立ち上がった。

## キャラクター
マキシモ
本作の主人公。8ヶ月前、魔王アキリーの動乱を鎮めて王国に平和を取り戻したが、行方不明となった最愛の婚約者ソフィア姫を探して、今も冒険の旅を続けている。今作ではハンマーやフレイムソードなど多彩な武器を使用する。
グリム・リーパー
マキシモと行動を共にする死神。不気味な外見に似合わず陽気な性格だが、悪人相手には容赦なく恐るべき魔力を振るう。今作では召喚することで一定時間グリムとしてプレイすることが可能になった。
ティンカー
死霊の森の奥に住むカラクリの達人で、通称「ギアマスター」。冒険のための道具などを作って暮らしていたが、最近かなり変わった依頼を受けたらしい。
モーガン・ハークモア男爵
伝説の英雄モーガン・ハークモア卿の子孫。城に閉じ込められたマシンモンスターの封印を守っている。剣の達人であり、かつてはマキシモの親友だった。
エリザベート
ハークモア男爵の妻。敵の奇襲により護衛たちとはぐれて絶体絶命のピンチに陥るが、マキシモによって救出される。
モーガン・ハークモア卿
500年前に自分の命と引き換えにマシンモンスター「ジン」の軍団を「封印の間」に幽閉した英雄。
暗黒卿ベイン
「ジン」の軍団を率いる全身鎧に身を包んだ謎の大男。

## ステージ
- 襲われた村（ボス：巨獣ハウスクラッシャー）
- 死霊の森（ボス：サイクロックス）
- クリスタル山脈（ボス：モーガン・ハークモア男爵）
- 死滅の海（ボス：海龍シー・サーペント）
- 要塞ソウルクラッシャー（ボス：暗黒卿ベイン）

## 主題歌
PENPALS - 「BELIEVE」

## マキシモ3
続編3作目の『マキシモ3』（Maximo 3）も開発されていたが、本作の売り上げが予想より良くなかった為、3作目の開発はすぐに中止された。カプコン・スタジオ8の3作目の開発はゲーム本作の制作が終わってすぐに開発が始まり、2004年頃にリリース予定されていた。しかし開発中に僅か数ヶ月で打ち切りで『マキシモ3』はお蔵入りとなった。また2006年に『マキシモ』シリーズを開発していたアメリカにあるカプコン・スタジオ8は閉鎖され、開発中だった『マキシモ3』の設定資料などだけ残った。
1作目や今作2作目にはない世界観や新しい敵やゲームシステムや『プリンス・オブ・ペルシャ 時間の砂』の成功に触発されたアラビア風のテーマ設定などの要素があり、オープンワールドタイプのゲームを考えていた。キャラクターデザインは1作目と今作2作目と違い松下進がデザインしたものでないデザインに変更されていた。
3作目は古代東方の玄関口であるマシュハドと言う町が舞台と言う設定であった。カルト教団「カルト・オブ・チュット（The Cult of Chut）」がマシュハドの町を血塗られた一つの "分身 "に変えようとしており、町の住人は彼らの終末の儀式の生贄とされ、ソフィア姫を探すマキシモがマシュハドに辿り着き、チュット教団にさらわれたソフィア姫と町の住民を救うためチュット教団に立ち向かうと言う様な内容であった。
新システムとしてウォールジャンプ、水中を泳いだり潜る。アイテムなどを持ったり、運んだり押したり、引く、投げるなどの行動が出来る様になり、町中での住人達との会話で情報を得て、ミニクエストをこなすなどのストーリーを進めたり、武器や道具では「ロックオン」機能によるフリントロックライフルの銃器での攻撃やソードグラップルやクローを使って棚を掴んだり壁をよじ登ったりクロスボルトガントレット（ボルトを撃ち、グラップルフックとして振ったり、秘密のエリアへ引き寄せられる）、ホーン（敵をノックバックし、シナリオの一部を揺らして壊して新しい道を見つける）などの計画があった。また、マキシモは死神グリムとの呪いによる融合でグリムに変身する事が出来、プレイヤーはグリムの姿の時は幾つかの能力が使え(特殊攻撃やマキシモの姿では行けない所に行けるなど)、グリムの姿では常に呪いによって体力が減る為、敵を倒して敵の魂を得ないと維持できないなどの新要素があり、3作はマシュハドでの町の探索と、チュットの聖なる日にグリムに変身して敵のカルトの塔に潜入する2つの形態を切り替えてプレイする事が中心であった。
『マキシモ3』を製作していた新しいリードデザイナーは、3Dの『ゼルダの伝説』の探索や謎解きなどのパズル要素にインスピレーションを受けていたので『マキシモ3』は1作目と今作2作目と違いより自由度が高く『ゼルダの伝説』に近い様な探索を焦点を当てたアクションアドベンチャーゲームにする予定であったと言う。